# マッパノ
マッパノ（伊: Mappano）は、イタリア共和国ピエモンテ州トリノ県にある、人口約7,400人の基礎自治体（コムーネ）。
2013年1月31日に、カゼッレ・トリネーゼ、ボルガロ・トリネーゼ、セッティモ・トリネーゼ、レイニの各自治体から分離した各領域が合併して発足した。

## 地理

### 位置・広がり

#### 隣接コムーネ
隣接するコムーネは以下の通り。
- ボルガロ・トリネーゼ
- カゼッレ・トリネーゼ
- レイニ
- セッティモ・トリネーゼ
- トリノ